# Нурдквист, Моника
Эва Гун Моника Нурдквист Граффман (швед. Eva Gun Monica Nordquist Graffman; род. 3 февраля 1941, Стокгольм, Швеция) — шведская актриса.
Моника Нурдквист участвовала в конкурсе Мисс Швеция в 1958 году, где она заняла второе место и следовательно, стала участницей в конкурсе Мисс Европа. С 1963 по 1966 года училась в Национальной театральной школе в Гётеборге. Она также провела несколько лет в Городском театре в Уппсале, а также работала логопедом.
Моника Нурдквист стала известной благодаря роли матери Фии в детском сериале «Белый камушек» (1973), фармацевта в сериале «Где-то в Швеции» (1973) и мамы Мадикен в экранизации книг Астрид Линдгрен, режиссёром которых стал её муж, Йоран Гаффман.
Она вышла замуж в 1969 году за режиссёра Йорана Граффмана (род. 1931 году), который является отцом её единственного ребёнка, режиссёра Эмиля Граффмана (родился в 1974 году).

## Фильмография (выборочно)
- 1966 — Ska' ru' me' på fest?
- 1966 — Адамсон в Швеции
- 1968 — Komedi i Hägerskog
- 1968 — Кармилла
- 1969 — Den vilda jakten på likbilen
- 1970 — Вишнёвый сад (сериал)
- 1973 — Где-то в Швеции (телесериал)
- 1973 — Робин Гуд (голос Мэриэн)
- 1973 — Белый камушек (телесериал)
- 1979 — Мадикен (сериал)
- 1979 — Ты с ума сошла, Мадикен
- 1980 — Мадикен из Юнибаккена
- 1988 — Буря
- 1994 — Заблуждения
- 1996 — Augustitango